# Молуа
Молуа́ (фр. Moloy) — коммуна во Франции, находится в регионе Бургундия. Департамент коммуны — Кот-д’Ор. Входит в состав кантона И-сюр-Тий. Округ коммуны — Дижон.
Код INSEE коммуны — 21421.

## Население
Население коммуны на 2010 год составляло 220 человек.
| 1962 | 1968 | 1975 | 1982 | 1990 | 1999 | 2010 |
| ---- | ---- | ---- | ---- | ---- | ---- | ---- |
| 217  | 215  | 214  | 207  | 210  | 219  | 220  |

## Экономика
В 2010 году среди 131 человека трудоспособного возраста (15—64 лет) 109 были экономически активными, 22 — неактивными (показатель активности — 83,2 %, в 1999 году было 72,9 %). Из 109 активных жителей работали 101 человек (52 мужчины и 49 женщин), безработных было 8 (3 мужчин и 5 женщин). Среди 22 неактивных 9 человек были учениками или студентами, 11 — пенсионерами, 2 были неактивными по другим причинам.